# Скворкино
Скворкино (каз. Скворкино) — село в Байтерекском районе Западно-Казахстанской области Казахстана. Входит в состав Янайкинского сельского округа. Код КАТО — 274477300.
Село расположено на правом берегу реки Урал (старица Старый Урал).

## Население
В 1999 году население села составляло 168 человек (81 мужчина и 87 женщин). По данным переписи 2009 года, в селе проживало 166 человек (85 мужчин и 81 женщина).

## История
Станица Скворкинская (Скворинская) входила во 2-й Лбищенский военный отдел Уральского казачьего войска.